# Nacido en Gaza
Nacido en Gaza és una pel·lícula documental espanyola del 2014 escrita, dirigida i filmada per Hernán Zin. Ha estat produïda pel mateix Zin, Bebe, Olmo Figueredo i Jon Sistiaga, i rodada en anglès i àrab.

## Argument
El documental se centra en l'impacte a la vida quotidiana de deu menors palestins dels bombardejos que es van produir a la Franja de Gaza durant l'Operació Marge Protector. Mohamed es dedica a recollir residus de plàstic amb un carretó i amb els diners que aconsegueix ajuda a sostenir la seva família. Udai va veure com la fàbrica de refrescos del seu pare va ser destruïda en un bombardeig, i el seu germà Mohamed va morir en un atac mentre els repartia. D'altra banda Mahmud va ser testimoni de com el tsahal va destruir la granja dels seus pares.
La pel·lícula mostra fins a quin punt els nens són conscients del significat de la guerra i com afecta el país on viuen, patint dia a dia com les bombes israelianes cauen sobre les seves cases.

## Nominacions i premis
Ha estat nominada al Goya al millor documental i als Premis Platí. Va rebre el Premi Forqué al millor documental i el premi al llargmetratge documental a l'Aljazeera International Documentary Film Festival.